# Bibelseminar Bonn

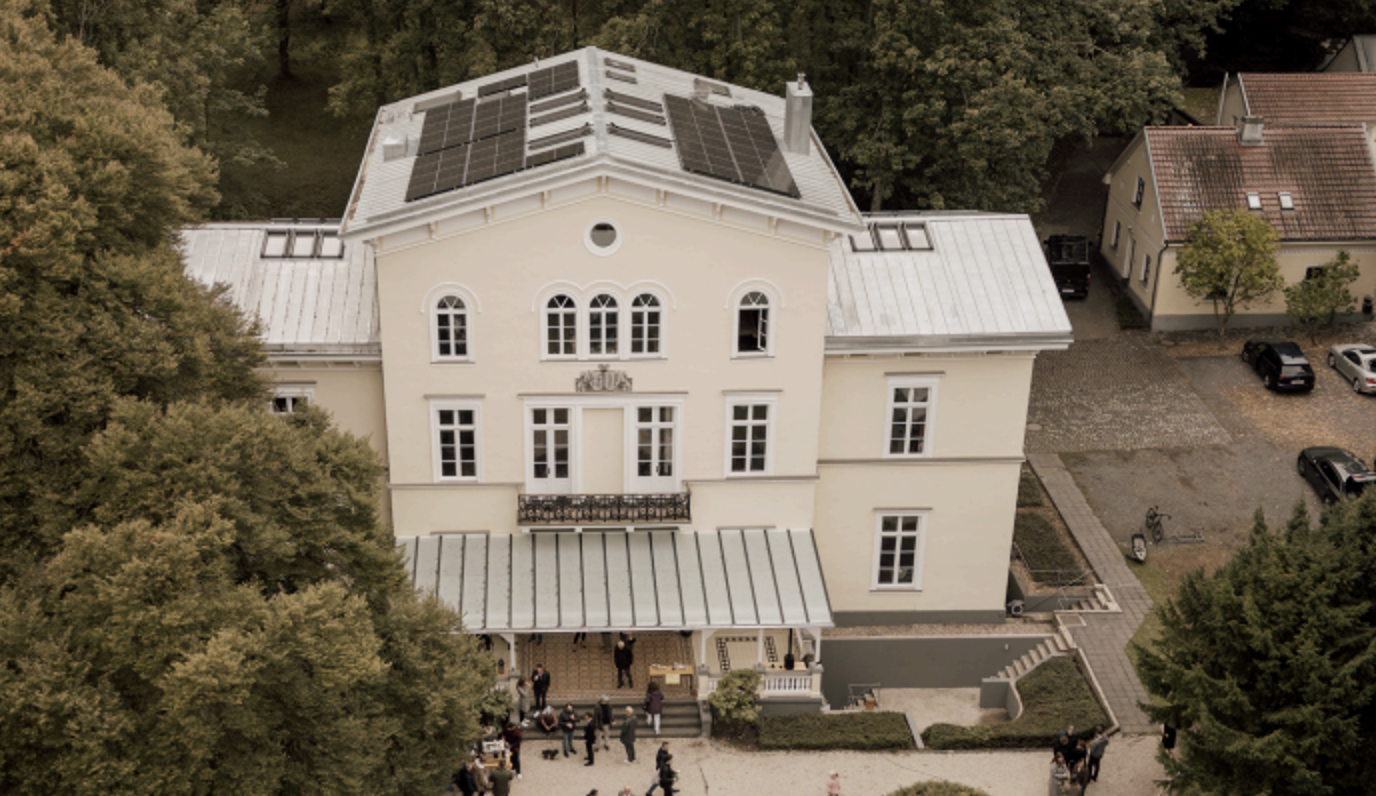
Studienort Haus Wittgenstein

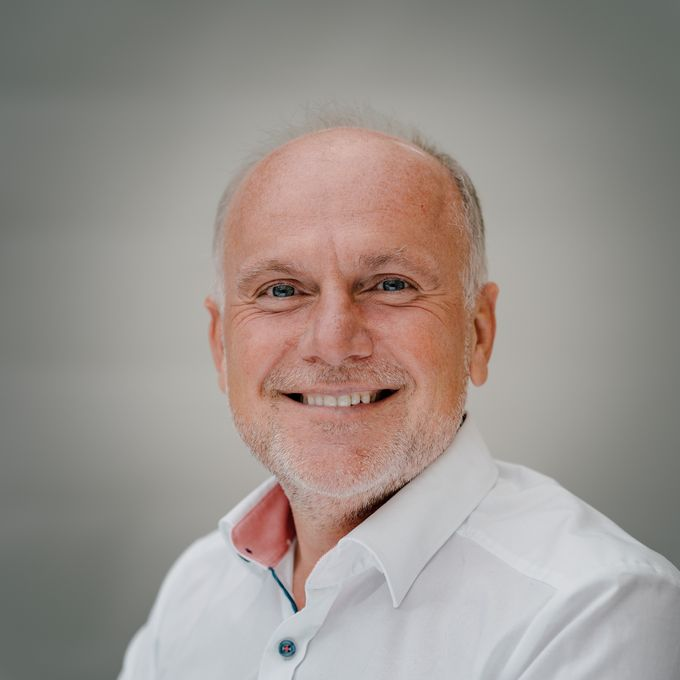
Heinrich Derksen, Rektor

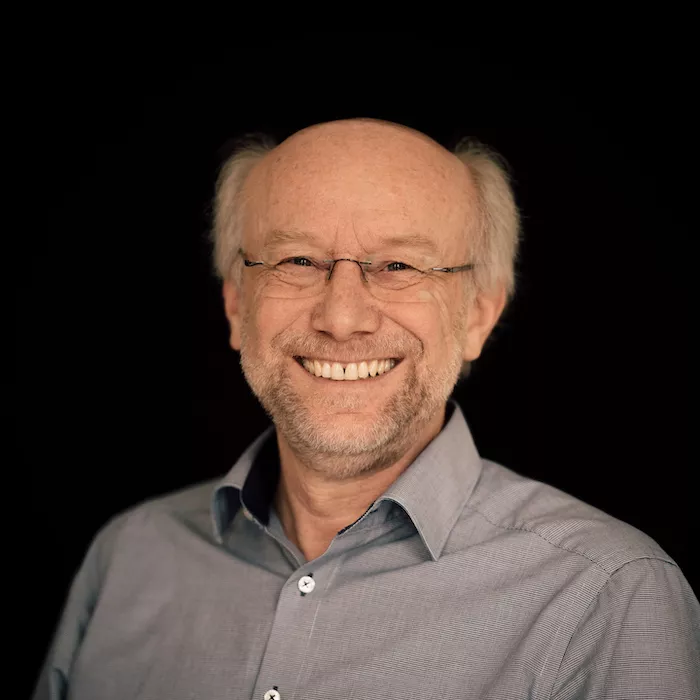
Gerhard Schmidt, Studienleiter

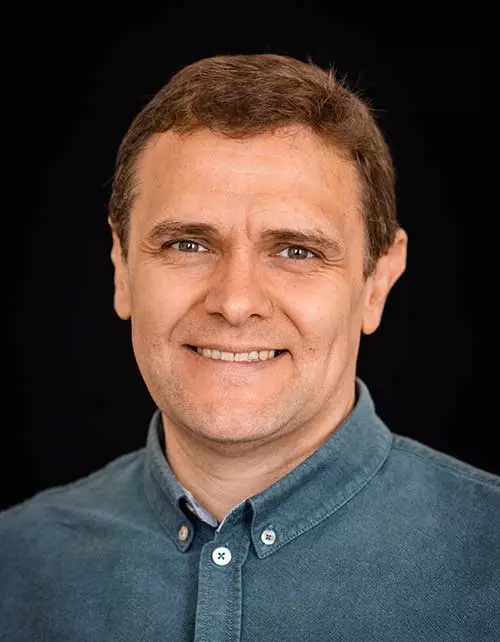
Andy Wiebe, Studentendekan

Das Bibelseminar Bonn wurde 1993 in Bonn als eine konfessionelle theologische Ausbildungsstätte für Gemeinde und Mission gegründet. Das Bibelseminar Bonn arbeitet mit dem Gemeindeverband Bund evangelischer Freikirchen (Taufgesinnte Gemeinden) e.V. und dem Netzwerk Forum evangelischer Freikirchen zusammen.
Das Bibelseminar Bonn sieht seine Aufgaben darin, Theologie, Gemeinde und Mission besonders eng zu verknüpfen – in der Lehre wie in der Praxis. Es arbeitet stark gemeindebezogen. Verbindliche Mitarbeit in der Gemeinde wird am BSB gelehrt und gefördert. Das BSB vertritt ein evangelikal-freikirchliches Gemeindeverständnis und steht in baptistisch-mennonitischer Glaubenstradition. Das Leitungsteam besteht aus Rektor Heinrich Derksen, Studienleiter Gerhard Schmidt und Studentendekan Andy Wiebe.
Das Bibelseminar ist im Haus Wittgenstein in Bornheim in der Nähe von Bonn untergebracht. Es ist seit 1995 als eingetragener Verein organisiert.

## Geschichte
Das Bibelseminar Bonn wurde 1993 von Russlanddeutschen Mitgliedern im Bund Taufgesinnter Gemeinden gegründet. Anfänglich fanden die Unterrichtsstunden in der Evangelischen Freikirche Bonn in Bonn statt. 1996 wurde das Haus Wittgenstein in Bornheim-Roisdorf, zuvor der Sitz der Partei „Bündnis 90/Die Grünen“, erworben. Bereits 1995 startete man mit der Theologischen Fernschule als Alternative zur Tagesschule. 1997 wurde die Theologische Abendschule eröffnet. Sie bietet ehrenamtlichen Mitarbeitern die Möglichkeit, neben Familie und Beruf zu studieren. 2002 hat das Bibelseminar Bonn mit einigen Missionswerken einen neuen Pädagogikprogramm (für Kinder- & Jugendreferenten) aufgebaut. Seit 2004 fand in Porta Westfalica die Theologische Wochenendschule statt. 2005 konnte nach einigen Jahren der Vorbereitung das Masterprogramm in Zusammenarbeit mit dem Southwestern Baptist Theological Seminary (Fort Worth/Texas) gestartet werden. 2014 wurde das Institut für biblische Seelsorge "Coram Deo" mit der Vision gestartet, christliche Gemeinden im deutschsprachigen Raum durch intensives Training und Mentoring von Pastoren, Seelsorgern und Mitarbeitern in der Praxis biblischer Seelsorge und durch Herstellung und Verbreitung biblischer Ressourcen für die Seelsorge zu stärken.
Im Oktober 2024 startete unter der Leitung des ukrainischen Theologen Nickolas Skopych ein ukrainischer Zweig des Bibelseminars, der mit 60 selbständigen ukrainischen Gemeinden in Verbindung stehe.

## Studiengänge
Das Bibelseminar Bonn bietet mehrere Studiengänge an:
Grundstudium
- 1-jährige Tagesschule
- Abendschule
- Wochenendschule in Harsewinkel
- Fernschule

Collegeprogramm
- 3-jährige Tagesschule (Abschluss: B.A.-Äquivalent)

Ausbildung zum Kinder- und Teenager-Missionar
- 3-jährige Ausbildung (1. Jahr: Theorie; 2.–3. Jahr: Praxis und Theorie)

Ausbildung zum Seelsorger/Lifecoach
- 3-jährige Ausbildung (Abschluss: B.A.-Äquivalent; Zertifikat vom Institut für biblische Seelsorge „Coram Deo“[11])

M.A. Theology Programm (USA)
- 2-jähriges Aufbaustudium (Abschluss: Master of Arts in Theology)
- in Zusammenarbeit mit Southwestern Baptist Theological Seminary

## Dozenten am Bibelseminar Bonn
Die Dozenten am Bibelseminar Bonn wollen sogenannte bibeltreue Theologie und relevante Anwendungsgebiete für den gemeindlichen Dienst prägen. Weitere Informationen über die Dozenten am Bibelseminar Bonn können auf dem offiziellen Webauftritt eingesehen werden.

## Glaubensbekenntnis
Das Bibelseminar Bonn hat ein eigenes Glaubensbekenntnis. Neben den Inhalten des Apostolischen Glaubensbekenntnisses wird ausdrücklich betont, dass die 66 Bücher der Bibel göttlich inspiriert und unfehlbar sind, dass nur Männer die Ämter des Ältesten oder Pastors ausführen dürfen, dass die Personalität den Tod überdauert und auf eine Auferstehung dieser im Fleische gehofft werden kann sowie dass Gott einen neuen Himmel und Erde schaffen werde, um sein Reich aufzurichten. Weiters ist den ethischen Anweisungen des Neuen Testamentes zu folgen, wodurch jeder Christ für Frieden und Gerechtigkeit eintreten und seine Stimme gegen Ungerechtigkeit, Machtmissbrauch, Habsucht, sowie alle Formen sexueller Unmoral wie etwa Ehebruch, Homosexualität und Pornographie erheben soll.

## Partnerschule
- Southwestern Baptist Theological Seminary, USA[14]